# Parque Estadual Xixová-Japuí
O Parque Estadual Xixová-Japuí (PEXJ) está localizado entre os municípios de São Vicente e de Praia Grande na Região Metropolitana da Baixada Santista no litoral do estado de São Paulo. Foi criado pelo decreto 37 536, de 27 de setembro de 1993.

## Etimologia
O nome Xixová-Japuí, palavras de origem indígena, está relacionado aos dois maiores morros que integram o Parque Estadual. Segundo o Instituto Histórico e Geográfico de São Vicente, o significado de xixová é “morro pontudo”, enquanto japuí é “morro grande que mostra a entrada do rio ou porto”.

## Caracterização
O parque é delimitado pelas praias Paranapuã e Itaquitanduva na orla marítima e pela Avenida Tupiniquins que é a ligação com a Ponte Pênsil de São Vicente. 
Da área total da Unidade de Conservação, 600 ha são de área terrestre, e 301 ha de área marinha, encontra-se inserido em bacia hidrográfica da Baixada Santista (UGRHI 7). No PEXJ, a drenagem é constituída de uma série de pequenas nascentes e corpos d’água; foram identificadas 19 bicas e 8 nascentes.

## Biodiversidade
A área do parque de 901 hectares abriga fragmentos de Mata Atlântica do litoral paulista e engloba uma série de biomas: matas de encostas, restingas, costões rochosos e praias arenosas.
No Plano de Manejo, foram identificadas 319 espécies de vertebrados, dos quais 13 são mamíferos terrestres, 21 mamíferos marinhos, 87 aves, 21 anfíbios, 35 répteis terrestres, 5 répteis marinhos e 137 peixes. Há registros de 68 taxons de zooplâncton, além dos fitoplânctons, bentos consolidados e não consolidados.
Em relação à vegetação, foram observadas as seguintes formações vegetacionais: Floresta Ombrófila Densa Submontana (343,70 ha) e Floresta Ombrófila de Terras Baixas (190,39 ha), em estado inicial, médio e avançado de regeneração; Formação arbórea/arbustiva-herbácea sobre sedimentos marinhos recentes. Foram identificadas 457 espécies vegetais no PEXJ, compreendendo 294 gêneros e 106 famílias botânicas.

## Atividades
- Proteção: as ações de fiscalização são realizadas no interior do PEXJ e seu entorno imediato em rondas sistemáticas, vistorias, atendimento de denúncias e operações integradas com a Polícia Ambiental.
- Uso Público: as atividades são pontuais e atendidas por monitores ambientais e funcionários do programa de proteção e manutenção, não acontecendo sistematicamente; a maior procura é para reconhecimento do meio, contemplação da natureza e educação ambiental para diferentes faixas etárias.
- Pesquisa: são desenvolvidas pesquisas referentes ao meio biótico, físico e antrópico e também relativas a gestão, manejo e planejamento da UC. Entre os anos de 2000 e 2009, foram cadastradas 15 pesquisas no Cotec, entretanto este número é maior, uma vez que existem estudos publicados e referenciados que não constam desse cadastro.[3]